# Crete Challenger 2025 - Doppio
Il doppio del torneo di tennis professionistico Crete Challenger 2025, facente parte della categoria Challenger 50 nell'ambito dell'ATP Challenger Tour 2025, si è giocato dal 3 al 9 marzo a Chersonissos, in Grecia. Questa è stata la prima edizione del torneo.
In finale Juan Carlos Prado Ángelo e Mark Whitehouse hanno sconfitto Dennis Novak e Zsombor Piros con il punteggio di 7–6(7), 6–2.

## Teste di serie
1. Alexander Merino /  Christoph Negritu (primo turno)
2. Filippo Romano /  Augusto Virgili (quarti di finale)

1. Anthony Genov /  Szymon Kielan (primo turno)
2. Erik Grevelius /  Adam Heinonen (primo turno)

## Wildcard
1. Henri Haupt /  Pavlos Tsitsipas (primo turno)

1. Christos Antonopoulos /  Dimitris Azoidis (primo turno)

## Alternate
1. Juan Carlos Prado Ángelo /  Mark Whitehouse (campioni)

## Tabellone

### Legenda
| - Q = Qualificato - WC = Wild card - LL = Lucky loser | - ALT = Alternate - SE = Special Exempt - PR = Protected Ranking | - w/o = Walkover - r = Ritirato - d = Squalificato |

|  | Primo turno | Primo turno                           | Primo turno                           | Primo turno | Primo turno |  |  | Quarti di finale | Quarti di finale             | Quarti di finale            | Quarti di finale | Quarti di finale |                 |     | Semifinali | Semifinali                   | Semifinali                   | Semifinali                               | Semifinali                               |    |   | Finale | Finale | Finale | Finale | Finale |  |
|  |             |                                       |                                       |             |             |  |  |                  |                              |                             |                  |                  |                 |     |            |                              |                              |                                          |                                          |    |   |        |        |        |        |        |  |
|  | 1           | A Merino C Negritu                    | A Merino C Negritu                    | 5           | 1           |  |  |                  |                              |                             |                  |                  |                 |     |            |                              |                              |                                          |                                          |    |   |        |        |        |        |        |  |
|  |             | D Kuzmanov T Skatov                   | D Kuzmanov T Skatov                   | 7           | 6           |  |  |                  | D Kuzmanov T Skatov          | D Kuzmanov T Skatov         | 65               | 3                |                 |     |            |                              |                              |                                          |                                          |    |   |        |        |        |        |        |  |
|  |             | R Berankis E Butvilas                 | 7                                     | 4           | [10]        |  |  |                  | R Berankis E Butvilas        | R Berankis E Butvilas       | 7                | 6                |                 |     |            |                              |                              |                                          |                                          |    |   |        |        |        |        |        |  |
|  | WC          | C Antonopoulos D Azoidis              | 5                                     | 6           | [7]         |  |  |                  |                              |                             |                  |                  |                 |     |            | R Berankis E Butvilas        | R Berankis E Butvilas        | R Berankis E Butvilas                    |                                          |    |   |        |        |        |        |        |  |
|  | 4           | E Grevelius A Heinonen                | 5                                     | 6           | [8]         |  |  |                  |                              |                             | D Novak Z Piros  | D Novak Z Piros  | D Novak Z Piros | w/o |            |                              |                              |                                          |                                          |    |   |        |        |        |        |        |  |
|  |             | D Novak Z Piros                       | 7                                     | 3           | [10]        |  |  |                  | D Novak Z Piros              | D Novak Z Piros             | 7                | 6                |                 |     |            |                              |                              |                                          |                                          |    |   |        |        |        |        |        |  |
|  |             | C Rodesch A Soriano Barrera           | 6                                     | 4           | [10]        |  |  |                  | C Rodesch A Soriano Barrera  | C Rodesch A Soriano Barrera | 64               | 3                |                 |     |            |                              |                              |                                          |                                          |    |   |        |        |        |        |        |  |
|  |             | N Gombos M Karol                      | 3                                     | 6           | [8]         |  |  |                  |                              |                             |                  |                  |                 |     |            | Dennis Novak Zsombor Piros   | Dennis Novak Zsombor Piros   | 67                                       | 2                                        |    |   |        |        |        |        |        |  |
|  |             | J Barranco Cosano N Sánchez Izquierdo | J Barranco Cosano N Sánchez Izquierdo | 3           | 3           |  |  |                  |                              |                             |                  |                  |                 |     |            |                              | Alt                          | Juan Carlos Prado Ángelo Mark Whitehouse | Juan Carlos Prado Ángelo Mark Whitehouse | 79 | 6 |        |        |        |        |        |  |
|  |             | S Sakellaridis Pe Tsitsipas           | S Sakellaridis Pe Tsitsipas           | 6           | 6           |  |  |                  | S Sakellaridis Pe Tsitsipas  | 2                           | 6                | [7]              |                 |     |            |                              |                              |                                          |                                          |    |   |        |        |        |        |        |  |
|  | Alt         | JC Prado Ángelo M Whitehouse          | 3                                     | 6           | [10]        |  |  | Alt              | JC Prado Ángelo M Whitehouse | 6                           | 3                | [10]             |                 |     |            |                              |                              |                                          |                                          |    |   |        |        |        |        |        |  |
|  | 3           | A Genov S Kielan                      | 6                                     | 3           | [7]         |  |  |                  |                              |                             |                  |                  |                 |     | Alt        | JC Prado Ángelo M Whitehouse | JC Prado Ángelo M Whitehouse | 7                                        | 6                                        |    |   |        |        |        |        |        |  |
|  | WC          | H Haupt Pa Tsitsipas                  | H Haupt Pa Tsitsipas                  | 2           | 64          |  |  |                  |                              |                             | A Géa E Kırkın   | A Géa E Kırkın   | 61              | 2   |            |                              |                              |                                          |                                          |    |   |        |        |        |        |        |  |
|  |             | A Géa E Kırkın                        | A Géa E Kırkın                        | 6           | 7           |  |  |                  | A Géa E Kırkın               | 5                           | 6                | [10]             |                 |     |            |                              |                              |                                          |                                          |    |   |        |        |        |        |        |  |
|  |             | K Sultanov V Uzhylovskyi              | K Sultanov V Uzhylovskyi              | 5           | 64          |  |  | 2                | F Romano A Virgili           | 7                           | 4                | [4]              |                 |     |            |                              |                              |                                          |                                          |    |   |        |        |        |        |        |  |
|  | 2           | F Romano A Virgili                    | F Romano A Virgili                    | 7           | 7           |  |  |                  |                              |                             |                  |                  |                 |     |            |                              |                              |                                          |                                          |    |   |        |        |        |        |        |  |